# Villanova (Spanyolország)
Villanova (aragónul: Vilanoba, katalánul: Vilanova d'Éssera) egy község Spanyolországban, Huesca tartományban. Villanova Sahún, Sesué, Castejón de Sos és Chía községekkel határos. Lakosainak száma 170 fő (2024).

## Népesség
A település népessége az utóbbi években az alábbiak szerint változott:
| Lakosok száma | 137  | 133  | 156  | 150  | 148  | 159  | 164  | 168  | 170  | 170  |
|               | 2001 | 2004 | 2007 | 2009 | 2012 | 2014 | 2017 | 2019 | 2022 | 2024 |